# Diritti LGBT in Cile

Cile (in verde).

I diritti delle persone lesbiche, gay, bisessuali e transgender (LGBT) in Cile hanno cominciato ad affermarsi a partire dai primi anni del XXI secolo e sono ora abbastanza avanzati. 
L'attività sessuale tra persone dello stesso sesso sia maschile che femminile è legale in Cile dal 1999. Nel 2012 è stata approvata una legge che vieta tutte le discriminazioni e i crimini d'odio basati sull'orientamento sessuale o l'identità di genere.
Dal 22 ottobre 2015, le coppie dello stesso sesso e le famiglie con a capo coppie dello stesso sesso hanno le stesse protezioni legali disponibili per le coppie sposate di sesso opposto, all'interno di un'unione civile, ad eccezione dei diritti di adozione da parte di coppie dello stesso sesso e del titolo di matrimonio. Il 9 dicembre 2021 è stata approvata una legge che permette il matrimonio e l'adozione per le coppie dello stesso sesso. Tale legge è entrata in vigore il 10 marzo 2022. 
Nonostante sia considerato per decenni uno dei paesi più conservatori dell'America Latina, attualmente la maggioranza della società cilena supporta il riconoscimento dei diritti delle persone LGBT.

## Legislazione riguardante l'attività sessuale tra persone dello stesso sesso
L'attività sessuale tra adulti consenzienti e non commerciale tra persone dello stesso sesso è legale in Cile dal 1999, ma la liberalizzazione del codice penale ha creato un'età diseguale del consenso e non ha modificato le leggi di indecenza pubblica in vigore e quantomai vaghe, che sono state spesso utilizzate per molestare le persone LGBT in Cile. L'età del consenso per i rapporti omosessuali è stata eguagliata a quella per i rapporti eterosessuali nel 2022.
In Cile l'età in cui non ci sono restrizioni per le attività sessuale è 18 anni, mentre l'età minima del consenso è 14. Esistono limitazioni tra i 14 e i 18 anni (art. 362 del codice penale cileno). Fino al 2022, anche quando non chiaramente indicato nell'articolo 362, in seguito, di cui all'articolo 365, l'attività omosessuale è dichiarata illegale con chiunque abbia meno di 18 anni.
Articolo 362: Chi ha accesso carnale, per via vaginale, anale o orale, ad una persona sotto i quattordici anni, è punito con la reclusione, se le circostanze elencate nel precedente articolo non sono presenti anch'esse presenti.
Nel codice penale cileno esiste anche una figura giuridica denominata stupro. Questa figura stabilisce alcuni limiti ai contatti sessuali con i ragazzi di età superiore ai 14 e più giovane di 18. La normativa sullo stupro (articolo 363) definisce quattro situazioni in cui il sesso con questi soggetti può essere dichiarato illegale anche se il minore ha acconsentito al rapporto (il sesso non consensuale con chiunque di età superiore a 14 anni rientra nella normativa sullo stupro, l'articolo 361, mentre qualsiasi contatto sessuale con minori di 14 anni rientra nella normativa sullo stupro, articolo 362:
- Quando si prende vantaggio di un'anomalia mentale o perturbazione del ragazzo, anche se transitoria.
- Quando si prende vantaggio di una dipendenza o rapporto di subordinazione del ragazzo, come nei casi in cui l'aggressore è responsabile della custodia, dell'educazione o custodia del minore, o quando esiste un rapporto di lavoro con il suddetto.
- Quando si prende vantaggio di minori gravemente trascurati.
- Quando si sfrutta l'ignoranza sessuale o l'imperizia del soggetto.

Gli atti sessuali regolati dagli articoli 361, 362, 363 e 365 (sesso omosessuale) sono definiti come "accesso carnale", che significa o rapporto orale, anale o vaginale. Altri articoli all'interno del codice penale regolano ulteriori interazioni sessuali (articoli 365 bis, 366, 366 bis, 366 ter, 366 quater). L'articolo 365 bis regola la "introduzione di oggetti" o nell'ano, nella vagina o nella bocca. L'articolo 366 bis definisce "atto sessuale" qualsiasi atto rilevante con significato sessuale compiuto da un contatto fisico con la vittima, o che interessano i genitali della vittima, l'ano o la bocca, anche quando non si è verificato alcun contatto fisico.
L'articolo 369 stabilisce che gli oneri relativi a tali reati (articoli da 361 a 365) possono essere portati all'attenzione dell'autorità giudiziaria solo dopo una denuncia da parte del minore o del genitore del suddetto, del tutore o del rappresentante legale. Tuttavia se la parte offesa non può liberamente presentare la denuncia e manca un rappresentante legale, un genitore o un tutore, o se il rappresentante legale, genitore o tutore è coinvolto nel crimine, il Pubblico Ministero può procedere d'ufficio.
A partire dal marzo 2017 un nuovo codice penale è stato redatto ed è in attesa all'interno della Commissione Giustizia del Costituzionale da sette anni; se promulgato fisserebbe un'unica età del consenso fissata a 14 anni (indipendentemente dal sesso o dall'orientamento sessuale), ma deve passare il Congresso del Cile e la firma presidenziale per la sua entrata in vigore.

### Storia

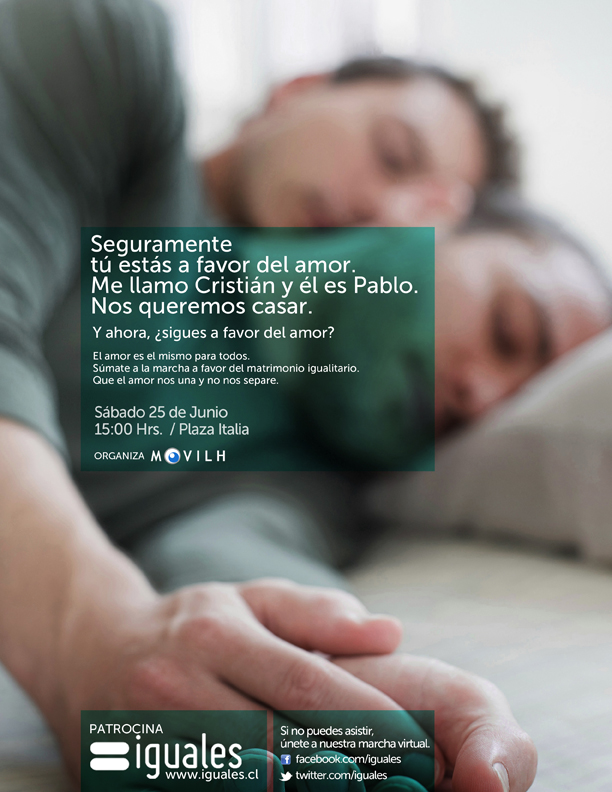
Manifesto a favore delle unioni civili per le coppie omosessuali.

Nel 1810, l'età del consenso per l'attività eterosessuale era fissata a 12 anni. Nel 1999 l'età del consenso è stata fissata a 14 sia per le ragazze che per i ragazzi in relazione al sesso eterosessuale. Gli atti omosessuali sono stati depenalizzati nel 1999, con un'età del consenso di 18 anni. Nel 2011 il Tribunal Constitucional de Chile ha confermato che l'età del consenso è 14 per le relazioni eterosessuali (sia per i ragazzi e le ragazze), così come per le relazioni lesbiche (donna-ragazza), ma è 18 per le relazioni omosessuali tra maschi. Ad agosto 2018, la Corte costituzionale ha stabilito nuovamente che l'art. 365 del codice penale non è incostituzionale, con una votazione di 5-5, confermando la differenza nell'età del consenso.
Il 17 agosto 2022, la Camera dei deputati ha approvato un disegno di legge per abrogare l'art. 365, in tal modo stabilendo un'età del consenso unica a 14 anni, a prescindere dal genere o dall'orientamento sessuale. Il Senato ha approvato la legge il 2 agosto 2022. La legge è stata pubblicata nel Diario Oficial de la República de Chile il 24 agosto 2022 ed è entrata in vigore dal momento stesso della pubblicazione.

## Espressione dell'identità di genere
In Cile il transgenderismo è spesso associato con l'omosessualità. Nella prima parte del XXI secolo i diritti legali dei transessuali in Cile hanno cominciato a migliorare.
Un caso esemplare è quello portato all'attenzione pubblica nel 2005 da Andrés Rivera, il fondatore di un'ONG cilena dedicata alla lotta per i diritti delle persone trans; ha vinto ottenendo il diritto per le persone trans di cambiare legalmente il loro nome e il sesso nel 2007.

### Politica e ordine pubblico
Il gruppo per i diritti LGBT Movilh ha ottenuto nel 2001 che il Registro Civile facesse un annuncio che avrebbe reso possibile per i transessuali in Cile di ottenere il loro documento di identità modificato senza dover cambiare il proprio aspetto.
Nel 2009 l'Organizzazione Nazionale della gendarmerie ha ordinato la fine delle sanzioni disciplinari nei confronti dei detenuti a cui era impedito di vestirsi di conseguenza alla loro identità di genere.
Nel 2011 il Ministero della Salute ha approvato una circolare che obbligava a chiamare e registrare i transessuali con il loro nome sociale in tutti i centri di cura in Cile e ha lanciato il primo protocollo, che a livello nazionale ha regolato le procedure mediche di alterazione del corpo. Questo successo è stato preceduto da un piano pilota per l'attenzione medica gratuita a favore dei transessuali messe in atto dal Ministero della Salute attraverso una proposta di Movilh. Nel 2002 alcuni uffici avevano già stabilito un certo top di salute per i transessuali di modo che potessero ricevere cure adeguate a seconda della loro identità di genere.
A partire dal 2013 gli interventi chirurgici di riassegnazione del sesso e la terapia ormonale sono finanziati dal sistema sanitario pubblico (Fondo Nacional de Salud).

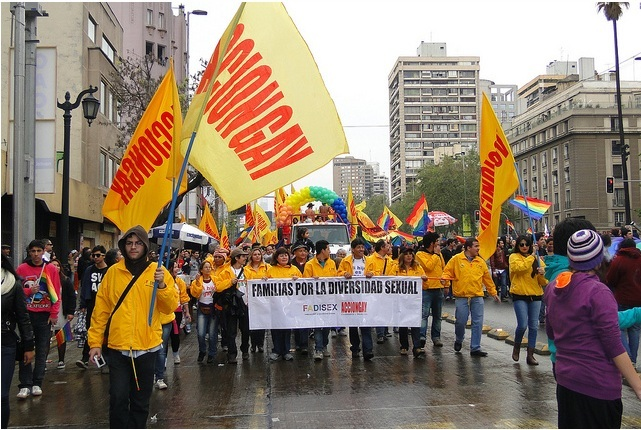
Marcia di ACCIONGAY.

### Proposta di legge sull'identità di genere 2016
Attualmente nel 2016 una legge sull'identità di genere, che non richiede alcun intervento chirurgici o autorizzazione giudiziaria è in discussione al Congresso. Nel mese di agosto 2016 una commissione del Senato cileno ha approvato una proposta che consentirebbe agli adulti transgender di cambiare legalmente il proprio nome e genere senza andare davanti ad un giudice. La Commissione per i diritti umani del Senato ha votato 4-1 a favore della proposta. Ora il disegno di legge passa al Senato. La presidente Michelle Bachelet sostiene il disegno di legge.

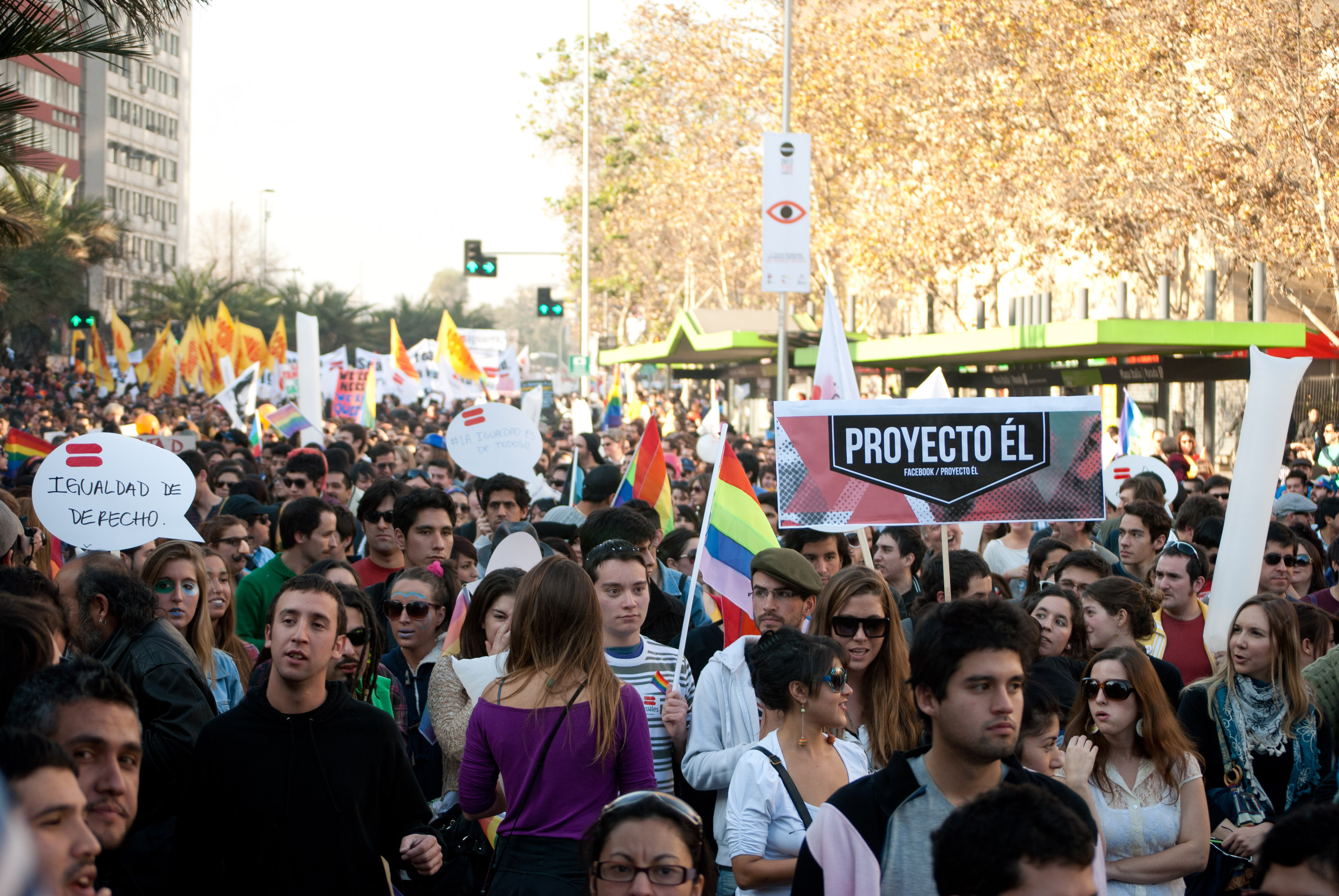
Gay Pride a Santiago del Cile nel 2012.

### Childhood Act
Il 31 agosto 2016 il Comitato per la famiglia della Camera dei Deputati ha preso in esame la legge sul "sistema di garanzie dei diritti dell'infanzia," ed ha approvato il diritto dei bambini e degli adolescenti di sviluppare la propria identità di genere.
L'articolo 12 del disegno di legge stabilisce che "ogni bambino ha il diritto dalla nascita a un nome, alla nazionalità e alla lingua, di conoscere l'identità dei loro genitori per preservare le relazioni familiari in conformità con la legge, di conoscere e praticare la cultura del loro luogo di origine e, in generale, di preservare e sviluppare la propria identità e le idiosincrasie, compresa la loro identità di genere."
In precedenza il Comitato aveva approvato l'articolo 8 del disegno di legge, assicurando che "nessun bambino potrà essere arbitrariamente discriminato a causa delle sue caratteristiche di orientamento sessuale, identità di genere, espressione di genere e sesso, tra le altre distinzioni".

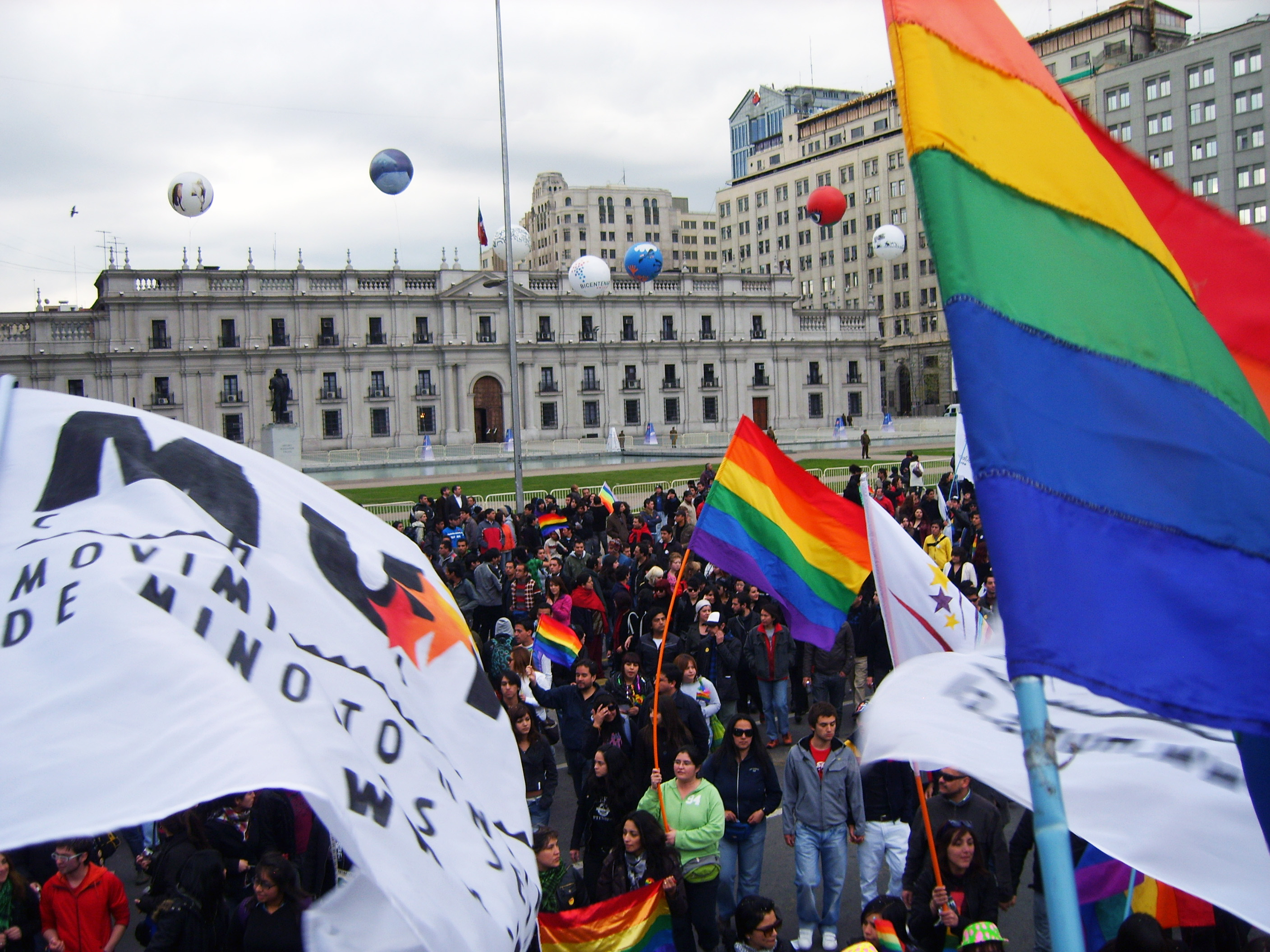
Marcia LGBT nel 2009.

## Diritti intersex
Nel mese di gennaio 2016 il Ministero della Salute cileno ha informato che ordinava la sospensione dei trattamenti di normalizzazione sui bambini intersessuali.
Le istruzioni sono state pubblicate nella circolare 8 del 22 dicembre 2015 dal titolo "Istruzioni sugli aspetti delle cure sanitarie per i bambini intersessuali". La circolare indica la cessazione di "inutili trattamenti di 'normalizzazione' sui bambini affetti da intersessualità, compresi gli interventi di chirurgia genitale irreversibili, fino a quando non sono abbastanza grandi per decidere sui loro corpi", mentre il lavoro si svolge per sviluppare protocolli che soddisfino gli standard dei diritti umani.

## Riconoscimento delle relazioni omosessuali

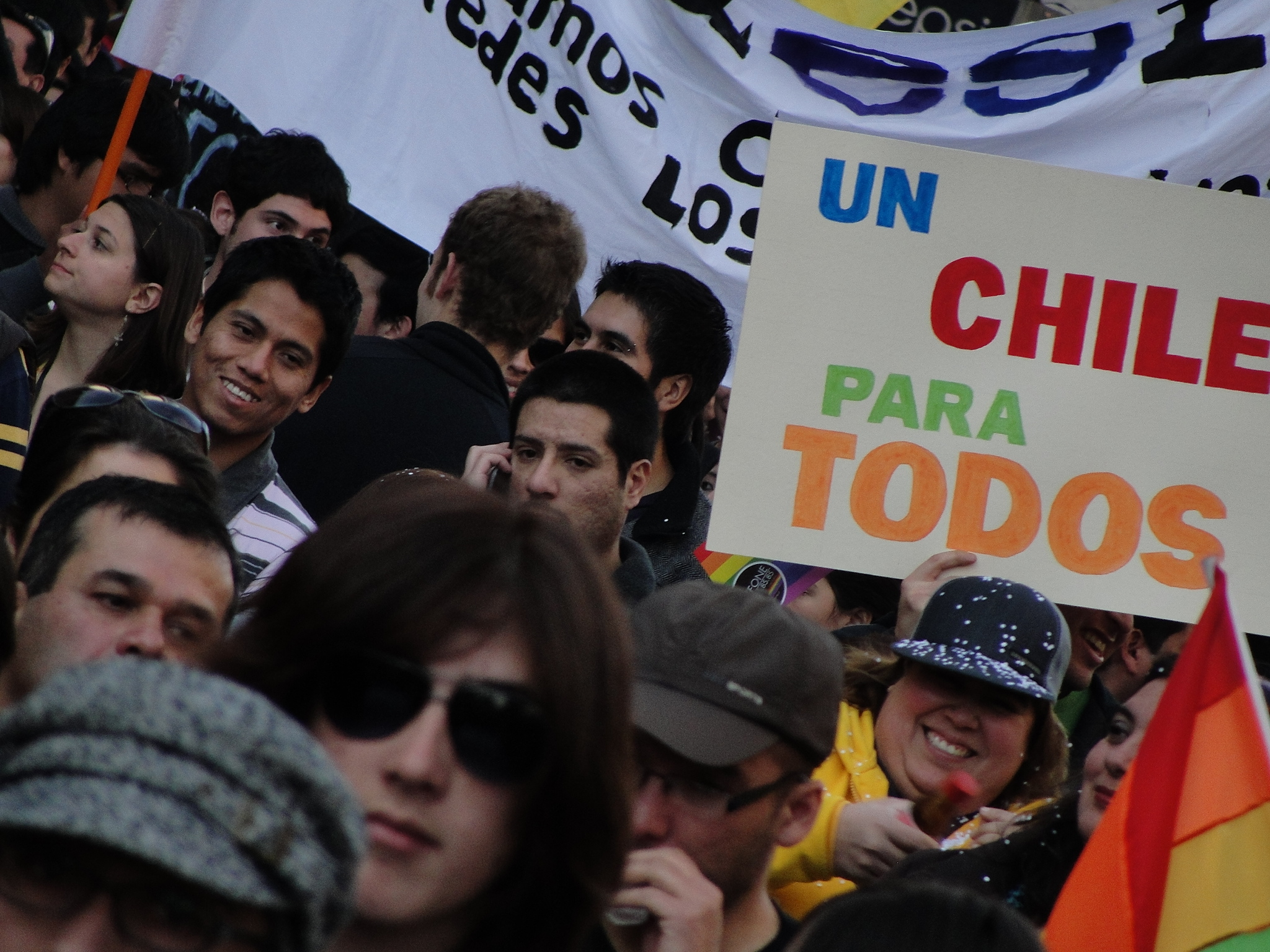
Marcia per la diversità 2011.

### Unioni civili
Il Cile ha riconosciuto le unioni civili dal momento in cui le leggi sindacali civili del 22 ottobre 2015 permettono ai conviventi dello stesso sesso e di sesso opposto di valersi dei diritti di co-proprietà e prendere decisioni mediche, nonché prestazioni pensionistiche e reclamo di proprietà ereditate, se il loro partner civile muore. Ottenere la custodia del figlio di un partner, se necessario, è anch'esso facilitato dalla legge.
La storia del diritto sull'unione civile ha origine nel 2014. Quando il Presidente Bachelet ha assunto l'incarico nel marzo 2014 ha fatto del disegno di legge che permette le unioni civili ereditato da Sebastián Piñera una questione prioritaria. Legalizzare il matrimonio omosessuale resta un obiettivo a lungo termine dell'amministrazione Bachelet.
Il 5 agosto 2014 una commissione del Senato ha approvato il disegno di legge sulle unioni civili. Il 7 ottobre 2014 il disegno di legge viene spostato fuori del Senato per essere programmato come una votazione finale alla Camera dei Deputati entro le settimane seguenti.
Il nome del disegno di legge è stato cambiato a patto di unione civile (Pacto de unione civile) il 17 dicembre e il Congresso ha ribadito la propria intenzione di procedere alla votazione finale entro il gennaio 2015.. Il 6 gennaio 2015 una disposizione che riconosca i matrimoni stranieri come le unioni civili è stata approvato nella seduta della commissione costituzionale, mentre la clausola di adozione di bambini è stata respinta. Il disegno di legge è andato a una prima votazione finale senza che il Senato o la Camera dei Deputati lo petesse nuovamente modificare. Il 13 gennaio la Camera dei deputati ha reinserito la disposizione sull'adozione. Il 20 gennaio 2015 la Camera ha approvato il disegno di legge su un voto di 86 contro 23 contrari e 2 astensioni. Il 27 gennaio il Senato ha respinto tutti gli emendamenti della Camera, in modo che il disegno di legge venisse diretto al comitato congiunto di entrambe le camere. La commissione ha raggiunto l'accordo per quanto riguarda il testo del disegno di legge e ha cambiato il suo nome in accordo sindacale civile (Acuerdo de unione civile) in quello stesso giorno. Il disegno di legge è stato approvato in entrambe le Camere il 28 gennaio 2015. La nuova legge riconosce i matrimoni celebrati all'estero come unioni civili e vede le coppie e i loro figli come una famiglia. Nel mese di marzo 2015 il Ministero degli Affari Esteri ha annunciato che avrebbe cominciato a riconoscere tutti i matrimoni svoltisi all'estero per le questioni di residenza. Il 13 aprile 2015 il disegno di legge è stato firmato dal presidente Bachelet; è diventato legge sei mesi dopo la pubblicazione nella gazzetta ufficiale del paese. Le prime unioni civili si sono svolte il 22 ottobre 2015.

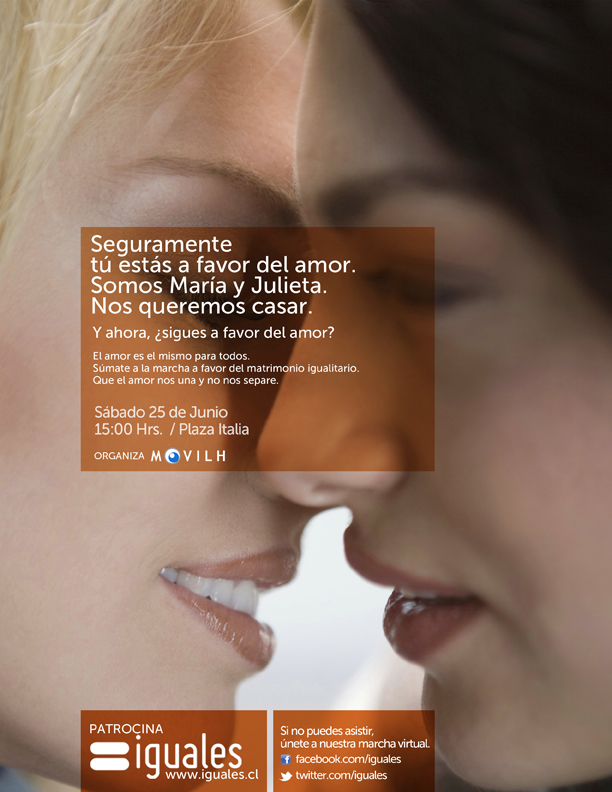
Campagna di Iguales Chile a favore del riconoscimento delle coppie lesbiche.

### Matrimonio omosessuale
La presidente cilena Michelle Bachelet ha dichiarato l'11 aprile 2013 che sostiene l'uguaglianza del matrimonio e che cercherà di legalizzarle se eletta presidente nelle elezioni generali in Cile del 2013. Bachelet, che è già stata presidente del Cile tra il 2006 e il 2010, ha vinto le elezioni il 15 dicembre 2013.
Il 10 dicembre 2014 un gruppo di senatori provenienti da varie parti politiche si è unito al MOVILH nel presentare un disegno di legge per consentire il matrimonio omosessuale e l'adozione al Congresso. Il MOVILH è in trattative con il governo cileno nel cercare una soluzione accettabile per la causa del matrimonio in attesa della causa intentata contro lo Stato davanti alla Corte interamericana dei diritti umani. Il gruppo ha suggerito che essi possono far cadere il caso se il Congresso di Bachelet mantiene la sua promessa di legiferare sul matrimonio omosessuale.
Il 17 febbraio 2015 gli avvocati che rappresentano il governo e il gruppo per i diritti LGBT MOVILH si sono incontrati per discutere una soluzione amichevole riguardo alla causa inerente al matrimonio tra persone dello stesso sesso posto davanti alla Commissione Interamericana dei Diritti Umani. Il governo ha annunciato che avrebbero fatto cadere la loro opposizione al matrimonio omosessuale. Un accordo formale sarà firmato nel mese di aprile e il caso continuerà ancora secondo l'avvocato di MOVILH che ha dichiarato che la causa continuerà a sussistere fino a quando il Cile finirà col sancire la nuova legge.
Il 28 agosto 2017, il Presidente Michelle Bachelet ha introdotto una legge per il matrimonio omosessuale, rispettando quanto promesso durante le elezioni e come parte di un accordo amichevole firmato nel giugno 2016 tra lo Stato del Cile e il Movimento per l'integrazione e la liberazione omosessuale (Movilh), a seguito di un ricorso presentato davanti alla Commissione Inter-americana sui diritti umani (CIDH), riguardante il divieto di accesso al matrimonio civile per tre coppie dello stesso sesso in Cile.
Il disegno di legge cambierebbe la definizione di matrimonio contenuta nell'articolo 102 del Codice civile, cambiando la frase che stabilisce che esso sia l'unione "tra un uomo e una donna" con "l'unione di due persone). Inoltre, la misura prevede il diritto all'adozione congiunta e alla parentela automatica per le coppie dello stesso sesso.
Il disegno di legge, tuttavia, si è arenato nel Congresso nazionale del Cile e nel giugno 2021 il presidente del Cile Sebastián Piñera ha detto che avrebbe provato ad accelerare il passaggio della legge, affermando "credo che sia arrivato il momento per il matrimonio ugualitario nel nostro paese". Il 7 dicembre 2021, la Camera dei Deputati ha approvato la legge con 82 voti a favore, 20 contro e 2 astensioni. Anche il Senato ha approvato la legge.. La legge è stata approvata definitivamente il 9 dicembre 2021 ed è entrata in vigore il 10 marzo 2022.

## Adozione e omogenitorialità
In Cile famiglie o individui interessati ad adottare devono essere approvati dal Sename (Servizio Nazionale per i Minori), che mantiene il registro dei bambini ammissibili per l'adozione. L'approvazione finale è concessa dal tribunale della famiglia. La legge cilena prevede che anche i single sono autorizzati ad adottare, indipendentemente dal loro orientamento sessuale.
Le coppie composte da persone dello stesso sesso sono autorizzati a fare domanda di adozione. Se i candidati sono approvati come idonei ad adottare legalmente solo uno di loro sarebbe però il genitore legale del bambino.
Per le coppie dello stesso sesso, all'interno di un'unione civile o no, che allevano un figlio insieme, se il genitore legale (a causa di nascita o di adozione) muore, è più facile per il genitore superstite di ottenere la custodia del figlio del partner. Secondo alcuni studi condotti da Movilh il 10 per cento delle coppie dello stesso sesso hanno figli in Cile. Di questi, l'86% sono madri lesbiche, mentre il 33% è costituito da genitori gay.
Attualmente, nel 2016, il Congresso cileno sta discutendo la "Legge della riforma integrale del sistema di adozione in Cile", che permetterebbe l'adozione da parte di coppie dello stesso sesso.

### Nicolás ha due papà
Nel 2014 è stato pubblicato un libro per bambini di indirizzamento alle famiglie con genitori dello stesso sesso. Il testo è attualmente in corso di distribuzione nelle scuole materne pubbliche cilene. Nonostante sia stato sostenuto dal governo cileno, "Nicolás ha due papà" non è materiale di lettura obbligatoria per le scuole materne in tutto il paese.
"Nicolás ha due papà" ("Nicolás Tiene dos papas"), scritto da Movilh, racconta la storia di Nicolás, un ragazzino che vive con i suoi due padri. Dai pigiama party alle gite allo stadio e alle riunioni con la madre biologica per spiegare ai suoi compagni di classe perché ha due papà, Nicolás conduce i lettori attraverso la sua vita di tutti i giorni.
Il libro è patrocinato dal Consiglio Nazionale degli Asili (Junji), dall'Associazione degli educatori per l'infanzia, dalla Direzione nazionale delle biblioteche, archivi e musei, e dal Dipartimento di Psicologia e prima infanzia e istruzione di base dell'Università del Cile.

## Opinione pubblica
L'opinione pubblica ha mostrato un notevole sostegno nei confronti delle unioni civili per le persone dello stesso: il 65% favorevole alla loro legalizzazione, nel 2004, anche se solo il 24% ha sostenuto il matrimonio omosessuale.
Nel 2009 il 33,2% ha sostenuto il matrimonio omosessuale e il 26,5% l'adozione supportata da coppie dello stesso sesso. Il supporto tra i giovani è molto più alto: secondo uno studio dell'Istituto nazionale dei giovani del Cile, il 56% dei giovani intervistati ha sostenuto il matrimonio omosessuale, mentre il 51,3% ha sostenuto l'adozione per le coppie dello stesso sesso.
Un sondaggio dell'agosto 2012 ha rilevato che il 54,9% dei cileni sostenevano il matrimonio tra persone dello stesso sesso, mentre il 40,7% era contrario. Un sondaggio più recente ha dimostrato che il 70% dei giovani sostengono il matrimonio tra persone dello stesso sesso.
Il 7 settembre 2015 un altro sondaggio ha rilevato che il 60% dei cileni sostengono il matrimonio tra coppie dello stesso sesso, mentre l'adozione ottiene il supporto del 44% degli intervistati.
Il 23 gennaio 2017 un sondaggio condotto dalla stessa compagnia sondaggista ha trovato che il 64% dei cileni sostenenevano il matrimonio tra persone dello stesso sesso, compreso il 71% delle persone non affiliate ad alcuna religione (24% del campione), il 66% dei cattolici (58% del campione) e 41 % degli evangelici (14% del campione). Il supporto era più alto tra i cileni di sinistra (72%) e di centro (71%), mentre era più bassa tra gli indipendenti (64%) e quelli di destra (55%).

La bandiera cilena con i colori arcobaleno

## Protezioni contro le discriminazioni
In Cile esistono diverse leggi, regolamenti e politiche pubbliche che proteggono le persone LGBT dalle discriminazioni. Tuttavia, secondo i rapporti annuali del Movilh sui diritti umani delle diversità sessuali, ogni anno più casi vengono segnalati perché non vi è più quell'empowerment tra le persone gay, lesbiche, bisessuali e transessuali che conduce a combattere per i propri diritti e per denunciare gli atti discriminatori.
L'articolo 373 del codice penale, in base ai "reati contro la morale e il buon costume" è stato per anni l'unico standard legale che ha usato la polizia per perseguitare gli omosessuali, anche per il comportamento, come ad esempio tenendosi per mano in pubblico. Nel 2010 il disegno di legge per abrogare l'articolo è stato respinto dal Comitato legge e giustizia della Camera dei Deputati.
Tuttavia, la versione XIV della relazione annuale sui diritti umani delle diversità sessuali in Cile per l'anno 2015 sottolinea in uno dei suoi capitoli sugli abusi della polizia e gli arresti arbitrari che "per la prima volta in sette anni non sono stati riportati abusi della polizia contro lesbiche, gay, bisessuali o transgender". Una realtà positiva che è stata influenzata dal lavoro del Dipartimento dei Diritti Umani dei Carabineros, che ha reagito rapidamente ad ogni denuncia o sospetti di omofobia e transfobia, ed ha contribuito a promuovere, tra i funzionari, varie conferenze di formazione.

## Nel cinema
- 2015: Nasty Baby
- 2016: Rara - Una strana famiglia
- 2016: Nunca vas a estar solo
- 2017: Una donna fantastica

## Tabella riassuntiva
| Attività sessuale omosessuale legale                                                         | (dal 1999)                                            |
| Uguale età del consenso                                                                      | (dal 2022)                                            |
| Leggi anti-discriminazione sul posto di lavoro                                               | (dal 2012-2016)                                       |
| Leggi antidiscriminatorie nella fornitura di beni e servizi                                  | (dal 2012)                                            |
| Leggi antidiscriminatorie negli altri campi                                                  | (dal 2012)                                            |
| Leggi antidiscriminatorie riguardanti l'espressione di genere in tutte le aree               | (dal 2018)                                            |
| Leggi antidiscriminatorie nei confronti delle persone LGBT nelle scuole pubbliche e private  | (dal 2016)                                            |
| Leggi anti bullismo nei confronti delle persone LGBT nelle scuole pubbliche e private        | (dal 2011)                                            |
| Leggi contro i crimini d'odio (compreso l'orientamento sessuale e l'identità di genere)      | (dal 2012)                                            |
| Leggi contro i discorsi d'odio (compreso l'orientamento sessuale e l'identità di genere)     | No                                                    |
| Leggi anti-tortura (comprese per l'orientamento sessuale e l'identità di genere)             | (dal 2016)                                            |
| Riconoscimento delle coppie composte da persone dello stesso sesso (unione civile)           | (dal 2015)                                            |
| Matrimonio tra persone dello stesso sesso                                                    | (dal 2022)                                            |
| Adozione del figlio del coniuge da parte delle coppie dello stesso sesso                     | (dal 2022)                                            |
| Adozione da parte di coppie dello stesso sesso                                               | (dal 2022)                                            |
| Adozione da parte di persone LGBT single                                                     | Si                                                    |
| Le persone LGBT possono servire nelle forze armate                                           | (dal 2012)                                            |
| Diritto di cambio legale di genere                                                           | (dal 1974)                                            |
| Chirurgia di riassegnazione del sesso non richiesta per il cambio legale del genere          | (dal 2019)                                            |
| Riconoscimento del genere non binario                                                        | (dal 2022 - è richiesto un provvedimento giudiziario) |
| terapia di conversione dell'orientamento sessuale vietata dalla legge                        | (dal 2021)                                            |
| Minori intersessuali protetti da procedure chirurgiche invasive                              | (dal 2015)                                            |
| Opzione per il terzo genere per i minori intersex sui documenti di nascita                   | (dal 2006)                                            |
| Discriminazione basata sulle caratteristiche sessuali vietata                                | (dal 2022; Legge 21,430)                              |
| Accesso all'inseminazione artificiale/FIVET per le coppie lesbiche                           | Si                                                    |
| Genitorialità automatica per entrambi i genitori alla nascita                                | (dal 2022)                                            |
| Maternità surrogata per le coppie gay                                                        | (non sussiste proibizione)                            |
| Riconoscimento dell'orientamento sessuale e dell'identità di genere nelle richieste di asilo | (dal 2021)                                            |
| Possibilità di donare il sangue per gli uomini che hanno rapporti sessuali con altri uomini  | (dal 2013)                                            |